# 中野咲
中野 咲（なかの さき、1997年2月8日 - ）は、静岡県出身の女子競輪選手。日本競輪選手会愛知支部所属、ホームバンクは名古屋競輪場。日本競輪学校（当時。以下、競輪学校）第110期生。

## 経歴
中学からテニスを始め、高校時代には全日本テニス選手権宮城県代表および国体宮城県代表に選ばれた。高校3年時にテレビでガールズケイリンを知り、感銘を受けて競輪選手を目指したという。
2014年12月24日、競輪学校第110回適性試験に合格。在校競走成績は20位（0勝）。
2016年7月8日、松戸競輪場でデビューし5着。初勝利は同年9月13日の松山競輪場、初優勝は2018年11月19日の福井競輪場で挙げた。